# 港口镇站
港口镇站位于安徽省宣城市宁国市港口镇，有皖赣铁路经过。车站于1981年7月1日开始临时营运，并于1985年5月31日正式开始办理客货运输。作为皖赣铁路宁国改线工程的一部分，车站规划建设物流中心，承接原宁国站的货运业务。2023年12月，车站新站场开通。
港口镇站主要办理专用铁道整车、集装箱货物货物发到，主要到发货品为水泥、水泥熟料、煤、石膏、水渣、铁粉。货场面积6294平方米，并设有通往宁国水泥厂（原上海胜利水泥厂）的专用线。此外，车站还办理职工通勤业务，每日有一对前往倒湖站和芜湖站的路用通勤列车停靠。